# Canton (Illinois)
Canton je grad u američkoj saveznoj državi Ilinois. Prema popisu stanovništva iz 2010. u njemu je živjelo 14.704 stanovnika.